# Sello del estado de Maine
El gran sello del estado de Maine es el sello oficial de dicho estado estadounidense. En junio de 1820, tres meses después de que Maine se convirtiera en un estado, la cámara legislativa bosquejó el diseño del sello del estado. Desde ese tiempo, ha habido variaciones en los detalles del escudo, pero el diseño general y las imágenes siguen siendo igual al espírutu de esa sesión legislativa.
El centro es un escudo adornado con una tranquila escena de un alce que se reclina en un campo rodeado por el agua y los bosques, con un árbol del pino estando a lo alto directamente detrás del alce. El escudo está flanqueado por dos figuras: a la derecha un granjero que se reclina sobre su guadaña, y a la izquierda un marinero que se recuestra en un ancla. Sobre el escudo está el lema “Dirigo”, expresión latina que significa “Yo Dirijo”, y una estilizada estrella del norte. Y debajo del escudo está una cinta que lee simplemente “Maine”. La legislatura de 1919 decidió que el diseño del sello no debía variar más, y debutó el diseño, y todavía se utiliza hoy.

## Otros usos

Sello de armas del gobernador de Maine
Sello de armas de la Oficina de Planificación Estatal de Maine
Sello de armas del Tesorero de Maine
Sello de armas del Departamento de Servicios Administrativos y Financieros de Maine
Sello de armas del Departamento de Regulaciones Profesionales y Financieras de Maine
Sello de armas del Departamento de Seguridad Pública de Maine
Sello de armas de la Oficina de Seguridad de Carreteras de Maine
Sello de armas del Departamento de Recursos Marinos de Maine
Sello de armas de la Oficina de Servicios para Veteranos de Maine

- Datos: Q736278